# The Yacoubian Building
Omaret yakobean ist ein ägyptischer Film aus dem Jahr 2006. Er ist die Verfilmung des Romans Der Jakubijân-Bau von Ala al-Aswani. Der Film spielt um 1990, zur Zeit des ersten Golfkrieges. Es wird die Geschichte verschiedener Charaktere in einem Haus in der Kairoer Innenstadt verfolgt. Internationaler Titel ist The Yacoubian Building.

## Handlung
- Zaki Bey el Dessouki ist ein älterer, in Paris ausgebildeter Ingenieur, der die meiste Zeit damit verbringt, Frauen nachzustellen. Er repräsentiert das vornasseristische Ägypten. Am Islam ist er nicht sonderlich interessiert.
- Taha el Shazli ist der Sohn eines Hausmeisters. Er hat gute Noten in der Schule. Ihm wird jedoch wegen seiner niederen Herkunft eine Polizeikarriere verwehrt. Frustriert wendet er sich einer militanten islamistischen Gruppierung zu. Nach einer Demonstration wird er von der Polizei misshandelt und vergewaltigt und wird daraufhin zum Terrorist.
- Buthayna el Sayed ist zunächst die Freundin von Taha. Als junge, sehr hübsche Frau wird sie jedoch von allen ihren Arbeitgebern sexuell belästigt. Sie trennt sich von Taha, nachdem dieser zu den Muslimbrüdern übergelaufen ist. Am Ende des Filmes verliebt sie sich in Zaki Bey el Dessouki.
- Hatim Rasheed ist der Herausgeber einer französischsprachigen Zeitung und entstammt wie Zaki Bey el Dessouki der alten Oberschicht. Er ist homosexuell und lebt zusammen mit einem armen, oberägyptischen Landarbeiter, dessen Frau und Kind nach Kairo kommen und von Hatim Rasheed finanziell unterstützt werden. Der Liebhaber verlässt ihn jedoch, nachdem sein kleiner Sohn stirbt. Hatim Rasheed wird schließlich von einem zweiten potentiellen Liebhaber erdrosselt.
- Hagg Muhammad Azzam ist ein ehemaliger Schuhputzer der durch zum Teil illegale Geschäfte zu einem der reichsten Männer Kairos aufgestiegen ist. Heimlich heiratet er eine zweite Frau. Als diese von ihm ein Kind bekommt, lässt er sich von ihr scheiden und erzwingt gegen ihren Willen eine Abtreibung. Er bekommt einen sicheren Parlamentssitz zugeteilt, wird dann aber von einem Mitglied der Regierungspartei erpresst.

Die Charaktere des Films kennen sich nicht alle, doch begegnen sie sich mehrmals im Laufe des Filmes. Für kaum einen der Charaktere gibt es ein Happyend. Nur Zaki und Buthayna finden zueinander und laufen in der Schlussszene der aufgehenden Sonne entgegen. Der Film entwirft ein drastisches Bild der ägyptischen Gesellschaft. Der Film thematisiert zahlreiche Tabuthemen wie Sexualität, Homosexualität, Korruption der Mächtigen und Terrorismus, die vorher so gut wie nie in einem arabischen Film gezeigt wurden.

## Hintergrund
Bei The Yacoubian Building handelt es sich bis dato um die teuerste ägyptische Kinoproduktion. Mit 6 Millionen ägyptischen Pfund Einnahmen in der ersten Spielwoche handelt es sich aber auch um den erfolgreichsten ägyptischen Debütfilm und um einen der erfolgreichsten Filme Ägyptens überhaupt.
Der Film wurde wegen des Zeigens von Homosexualität, Korruption und Terrorismus und nach größerem öffentlichen Protest kontrovers im ägyptischen Parlament diskutiert, da dieser angeblich „Obszönität und Unzucht“ verbreitete.
Der Film war Ägyptens offizieller Beitrag für den Oscar des Besten fremdsprachigen Films.

## Kritik
Der Film erhielt sehr gute Kritiken. So zählte die Internetseite Rotten Tomatoes von 9 gewerteten professionellen Kritiken 9 positive, was einem Wert von 100 % entspricht. Auch vom breiten Publikum wurde der Film sehr gut aufgenommen, denn gleichzeitig werteten 80 % von 1.926 Usern den Film positiv. Dies wiederum wird vom Onlinefilmarchiv IMDb, einer weiteren Plattform, auf der normale User ihre Filmkritiken abgeben können, bestätigt, denn dort gaben 1.607 User dem Film durchschnittlich sehr gute 7,3 von 10 möglichen Punkten. (Stand: 27. Juli 2011)
Lael Loewenstein von der Los Angeles Times fand es passend, dass ein Film über das „teuerste ägyptische Gebäude seiner Zeit auch gleichzeitig der teuerste ägyptische Film aller Zeiten“ sei. Ebenfalls bescheinigte er dem Regisseur Hamed großes handwerkliches Geschick, da er es schaffe die einzelnen Handlungsstränge glaubhaft auszubalancieren.
Im Boston Globe meinte Janice Page, dass „Fans des Buches ihr eigenes Urteil über den Film wegen seiner Änderungen und Weglassungen machen sollten“. Allerdings sei das wert, zweieinhalb Stunden für den Film zu investieren, da dieser Film ein „Epos sei, welches in jedem Sinne dieses Wortes zutreffe“. Als einzige Kritik ließ sie gelten, dass „mit etwas mehr handwerklichem Geschick aus diesem Epos ein noch größeres und mächtigeres Kinoerlebnis geworden wäre“.

## Veröffentlichung
Nachdem der Film seine Weltpremiere bei der Berlinale 2006 hatte, war sein offizieller ägyptischer Kinostart am 21. Juni 2006. Nachdem der Film auf weiteren Filmfesten gezeigt und in weiteren Ländern veröffentlicht worden war, konnte er bei einem Produktionsbudget von 3,5 Mio. US-Dollar weltweite Einnahmen von 2,4 Mio. US-Dollar aufweisen.